# Ernst Lindemann (Manager)
Ernst Lindemann (* 10. Juni 1865 in Essen; † 13. Mai 1929 in Berlin) war ein deutscher Manager.

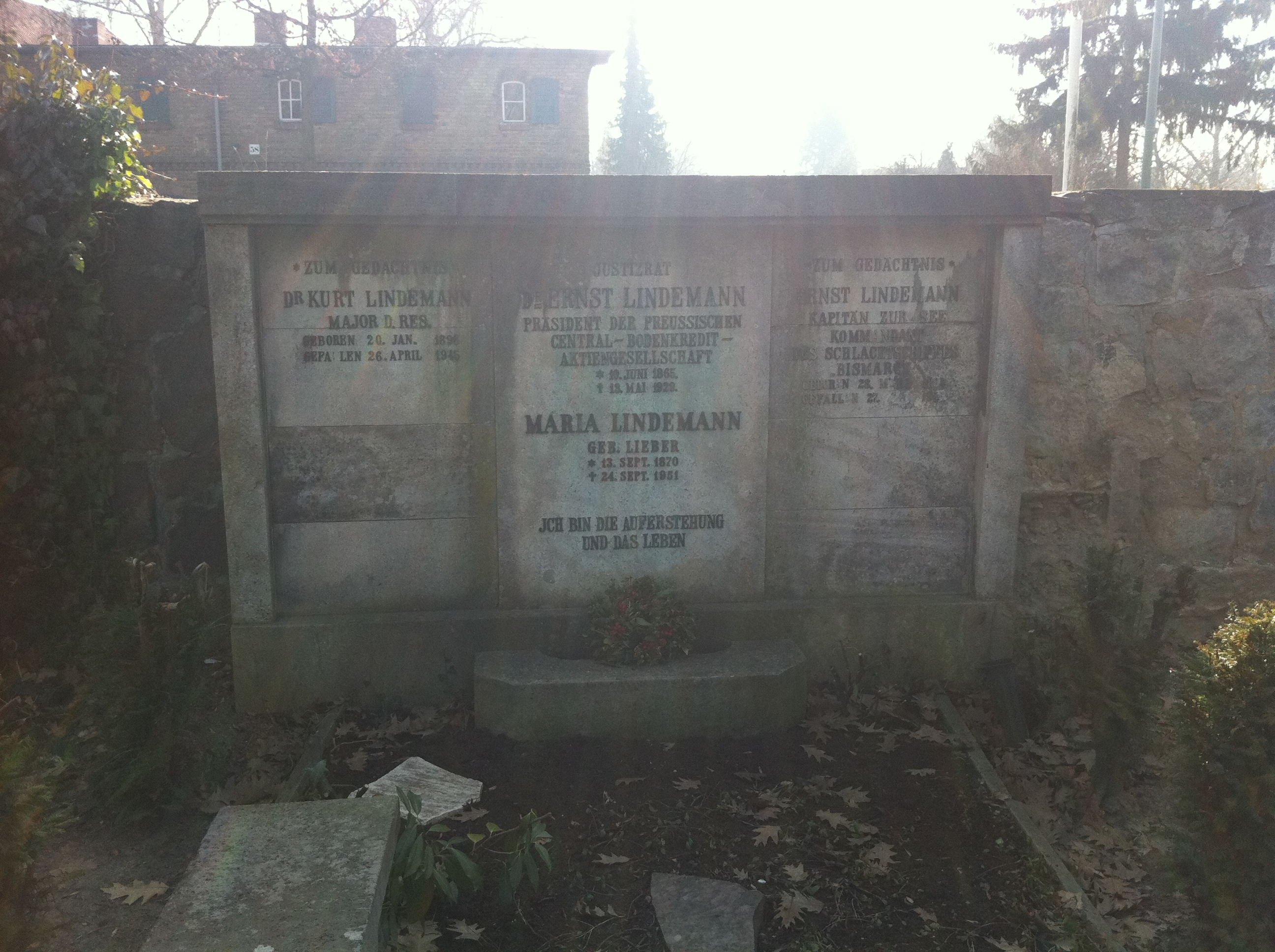
Familiengrab

Lindemann war Justizrat und langjährig im Vorstand der Preußischen Central-Bodenkredit AG. 1928 wurde er als Nachfolger des verstorbenen Friedrich Schwartz zum Präsidenten der Preußischen Central-Bodenkredit AG ernannt.
Er war zudem Mitglied des Sonderausschusses für Hypothekenbankwesen beim Centralverband des Deutschen Bank- und Bankiergewerbes e.V. in Berlin.
Lindemann war der Sohn des Düsseldorfer Oberbürgermeisters Ernst Heinrich Lindemann, sein Sohn war der gleichnamige Marineoffizier und Kommandant des Schlachtschiffes Bismarck.
Ernst Lindemann starb 1929 im Alter von 63 Jahren in Berlin. Sein Grabmal befindet sich auf dem Friedhof Dahlem.